# Acanthogorgia
Acanthogorgia is een geslacht van neteldieren uit de klasse van de Anthozoa (bloemdieren).

## Kenmerken
De kolonies van de soorten uit dit geslacht vormen waaiers of zijn onregelmatig vertakt in alle richtingen. Vaak hebben kolonies dunne takken. De kleur van de kolonies varieert van geel, oranje, bruin en rood tot paars. De afzonderlijke poliepen staan aan alle kanten rondom de takken en kunnen zich samentrekken, maar kunnen zich niet terugtrekken binnen de tak. Het bovenste deel van de poliepen heeft een kroon van acht tentakels elk voorzien van ongeveer twintig naar de zijkant afstaande stekels. Kolonies van dit geslacht huisvesten geen symbiontische zoöxanthellen.

## Soorten
- Acanthogorgia aldabra Bayer, 1996
- Acanthogorgia angustiflora Kükenthal & Gorzawsky, 1908
- Acanthogorgia armata Verrill, 1878
- Acanthogorgia aspera Pourtalès, 1867
- Acanthogorgia atlantica Johnson, 1862
- Acanthogorgia augusta Grasshoff, 1999
- Acanthogorgia australiensis Hentschel, 1903
- Acanthogorgia bocki Aurivillius, 1931
- Acanthogorgia boninensis Aurivillius, 1931
- Acanthogorgia breviflora Whitelegge, 1897
- Acanthogorgia brevispina Studer, 1894
- Acanthogorgia candida Kükenthal, 1909
- Acanthogorgia ceylonensis Thomson & Henderson, 1905
- Acanthogorgia densiflora Kükenthal & Gorzawsky, 1908
- Acanthogorgia dofleini Kükenthal & Gorzawsky, 1908
- Acanthogorgia flabellum Hickson, 1905
- Acanthogorgia fusca Nutting, 1913
- Acanthogorgia glyphica Grasshoff, 1999
- Acanthogorgia goesi Aurivillius, 1931
- Acanthogorgia gotoensis Aurivillius, 1931
- Acanthogorgia gracillima Kükenthal, 1909
- Acanthogorgia grandiflora Kükenthal & Gorzawsky, 1908
- Acanthogorgia granulata Grasshoff, 1973
- Acanthogorgia gubalensis Grasshoff, 2000
- Acanthogorgia hedlundi Aurivillius, 1931
- Acanthogorgia hirsuta Gray, 1857
- Acanthogorgia hirta Pourtalès, 1868
- Acanthogorgia horrida Studer, 1901
- Acanthogorgia ildibaha Grasshoff, 1999
- Acanthogorgia incrustata Kükenthal, 1919
- Acanthogorgia inermis (Hedlund, 1890)
- Acanthogorgia irregularis Kükenthal & Gorzawsky, 1908
- Acanthogorgia isoxya Grasshoff, 1999
- Acanthogorgia japonica Kükenthal & Gorzawsky, 1908
- Acanthogorgia laxa Wright & Studer, 1889
- Acanthogorgia longiflora Wright & Studer, 1889
- Acanthogorgia media Thomson & Henderson, 1905
- Acanthogorgia meganopla Grasshoff, 1999
- Acanthogorgia multispina Kükenthal & Gorzawsky, 1908
- Acanthogorgia muricata Verrill, 1883
- Acanthogorgia paradoxa Nutting, 1913
- Acanthogorgia paramuricata (Stiasny, 1947)
- Acanthogorgia pararidleyi (Stiasny, 1947)
- Acanthogorgia pararmata (Stiasny, 1947)
- Acanthogorgia paraspinosa (Stiasny, 1947)
- Acanthogorgia paratruncata (Stiasny, 1947)
- Acanthogorgia pico Grasshoff, 1973
- Acanthogorgia procera (Moroff, 1902)
- Acanthogorgia radians Kükenthal & Gorzawsky, 1908
- Acanthogorgia ramosissima Wright & Studer, 1889
- Acanthogorgia ridleyi Wright & Studer, 1889
- Acanthogorgia schrammi (Duchassaing & Michelotti, 1864)
- Acanthogorgia sibogae Stiasny, 1947
- Acanthogorgia spinosa Hiles, 1899
- Acanthogorgia spissa Kükenthal, 1909
- Acanthogorgia striata Nutting, 1911
- Acanthogorgia studeri Nutting, 1911
- Acanthogorgia tenera Thomson & Russell, 1909
- Acanthogorgia thomsoni Gravier, 1913
- Acanthogorgia truncata Studer, 1901
- Acanthogorgia turgida Nutting, 1911
- Acanthogorgia vegae Aurivillius, 1931
- Acanthogorgia verrilli Studer, 1901
- Acanthogorgia wireni Aurivillius, 1931